# Verschwörung der Frauen
Verschwörung der Frauen ist ein niederländisch-britischer Spielfilm aus dem Jahr 1988 von Peter Greenaway, der auch das Drehbuch schrieb.

## Handlung
Drei Frauen namens Cissie Colpitts – Großmutter, Mutter und Tochter – ertränken kurz nacheinander ihre Männer und werden dabei vom örtlichen Leichenbeschauer Madgett gedeckt, der jedes Mal – in der Hoffnung auf einen Liebeslohn – einen Mord ausschließt. Madgetts Sohn Smut ist inzwischen damit beschäftigt, Tierkadaver, die er entdeckt, zu nummerieren und katalogisieren. Begleitet wird er stets von seiner Seilchen springenden Freundin, die beim Springen die Namen von hundert Fixsternen aufzählt.
Misstrauische Freunde und Verwandte der Toten schließen sich zusammen, um den Frauen ihre Verbrechen nachzuweisen, bleiben aber erfolglos. Die drei Frauen fahren mit Madgett auf einen See hinaus, um die Asche der verstorbenen Männer auszustreuen. Auf der Mitte des Sees wird von den Frauen ein Stöpsel gezogen, sodass das Boot (mit der Nummer 100), in dem sich die vier befinden, zu sinken beginnt. Anschließend lassen die Frauen den Nichtschwimmer Madgett allein zurück. Die Seilchen springende Freundin von Smut wird von einem Auto überfahren, worauf sich dieser erhängt.

## Hintergrund
Der Film wurde in Suffolk gedreht. Am 17. November 1988 kam er in die deutschen Kinos.
Der Selbstmord Smuts mit dem Springseil seiner Freundin ist eine Anspielung auf Luis Buñuels Viridiana.
„Drawing by Numbers“ („Malen nach Zahlen“) heißt ein Spiel, in dem man mit Zahlen versehene Felder mit Farben ausfüllen muss und so ein berühmtes Gemälde nachmalt.

## Kritiken
Klaus Bort im Metzler Filmlexikon befand: „Greenaway greift in Drowning by Numbers Momente seines frühen nichtnarrativen Kinos spielerisch auf. […] Mit seinem hintergründigen und schwarzen Humor reflektiert der Film das Verhältnis von Fiktion und Realität, Spiel und Leben, Herrschaft und Ohnmacht durch Regeln.“
Das Lexikon des internationalen Films urteilte: „In grandiosen Farb- und Lichtkompositionen als Abfolge makaber-surrealer Spiele von eigensinniger Logik inszenierter Film, der zahllose Ideen-Assoziationen entfesselt. Ohne sich auf eine faßbare Aussage festzulegen, erweckt der Film mitunter den Eindruck des Prätentiösen und nur vorgetäuschter Tiefe. Die makaber-fatalistische Schlußkonsequenz, die jeglichen Wertegehalt des menschlichen Daseins in Frage zu stellen scheint, fordert zur Diskussion und zum Widerspruch heraus.“
Die Fernsehzeitschrift Prisma meinte, der „britische Filmemacher und Künstler Peter Greenaway […] schuf eine ironische Komödie um mysteriöse Zahlenspiele, Sex und Tod. Dank grandioser Bilder in Licht und Farben ist dieses grotesk-surreale Verwirrspiel ein wahrer Augenschmaus.“

## Auszeichnungen
Der Film wurde bei den Internationalen Filmfestspielen von Cannes 1988 gezeigt und erhielt dort den Preis für die beste künstlerische Einzelleistung. 1989 erhielt er den Publikumspreis der Warsaw Film Week in Warschau.